# Göteborgs-Bladet
Göteborgs-Bladet var namnet på en kortlivad tidning som utgavs mellan 9 november 1907 och 13 mars 1909. Tidningen kom en gång i veckan och hade den politiska beteckningen frisinnad. Redaktör för tidningen var Fritz Schéel. 
Författaren Sigge Strömberg arbetade också på tidningen innan han började på Åhlén & Åkerlund.